# Rudolfov (zámek)
Zámek Rudolfov, nezřídka označovaný jen jako zámeček, se nachází v dolní, západní části jihočeského Rudolfova v okrese České Budějovice, zhruba čtyři kilometry východně od správního centra okresu a Jihočeského kraje. Výstavba zámečku je spjata s rudolfínským obdobím v českých dějinách a s dobou největšího rozkvětu Rudolfova jako horního města. Původně renesanční panské sídlo ze 16. století je chráněné jako kulturní památka.

## Historie
Těžba ložisek stříbra u Českých Budějovic probíhala přinejmenším od 14. století. Tzv. Město císaře Rudolfa (německy Kayser Rudolphstadt, později pouze Rudolfov nebo Rudolfstadt) bylo založeno roku 1585 z obce Velké Hory na základě výsadní listiny, kterou dne 30. prosince 1585 vydal německý císař a český král Rudolf II. Na základě této listiny město získalo status svobodného královského horního města s rozsáhlými privilegii.
Jeden ze zdejších nejvýznamnějších těžařů a hornických podnikatelů Jan Hőlzl ze Sternsteinu si v roce 1590 nechal v dolní části města postavit zámeček, kterému se přezdívalo Hőlzlův dům. Jan Hőlzl však zanedlouho prodal toto sídlo Bohuslavu Malovcovi z Malovic. Po smrti Bohuslava Malovce v roce 1608 na zámku v Rudolfově sídlil Jan, jeden ze čtyř Bohuslavových synů. Po vypuknutí stavovského povstání v roce 1618 Jan Malovec raději Rudolfov opustil a uchýlil se do bezpečí na jiná panství. Hlavní nebezpečí pro Rudolfovské představovaly České Budějovice, které zůstaly věrné habsburskému císaři. Na podzim 1618 se do Českých Budějovic po jedné z porážek uchýlil  s celým svým vojskem císařský generál, hrabě Karel Bonaventura Buquoy. Císařskou armádu pronásledovalo k Budějovicím stavovské vojsko, které se rozmístilo po 10. listopadu 1618 v okolních vesnicích. Jako  sídlo vrchního velení a hlavního štábu stavovského vojska byl vybrán rudolfovský zámek. Stavovské vojsko mělo dvojnásobnou přesilu, ale nedokázalo ji využít, což nakonec vedlo k jeho porážce.
V červnu 1619 přivedl generálu Buquoyovi na pomoc své vojenské oddíly španělský plukovník Baltasar de Marradas y Vich (1560 Valencie – 1638 Praha). Buquoyovo a Marradasovo vojsko vzápětí Rudolfov dobylo a vyplenilo. Baltasar de Marradas, od roku 1622 generál, později maršálek a po roce 1631 zemský velitel v Čechách, získal po porážce českých stavů v jižních Čechách řadu konfiskátů, mezi nimi i rudolfovský zámeček. Z podnětu generála Marradase tak došlo po roce 1620 k první větší přestavbě zámku. Po smrti Baltasara Marradase zdědil jihočeská panství Baltasarův bratr Bartoloměj a jeho potomci, kteří je v roce 1661 prodali knížeti Janu Adolfu I. ze Schwarzenbergu. Předmětem prodeje byl i rudolfovský zámek.
V 18. století byly na starých šachtách na výběžku katastru někdejšího horního města Adamova (dřívějších Hůr, nebo též horního města Malé Hory či Ungnadovské Hory) vybudovány dělostřelecké depoty (skladiště střelného prachu a munice). V roce 1768 si zámek pronajal velitel dělostřelectva František Oldřich kníže Kinský ze Vchynic. Z Českých Budějovic byla do vojenského prostoru postavena vojenská dráha. Od té doby byl zámek využíván armádou, rakouskou i československou, a to až do počátku 90. let 20. století. Poté zámek přešel do soukromého vlastnictví. Dle zápisu v katastru nemovitostí z února 2023 je zámeček v majetku českobudějovické společnosti LEKA DEM s. r. o. V areálu sídlí několik soukromých firem, samotný zámek není veřejnosti přístupný.

## Popis
Renesanční zámek byl vybudován v dolní části města při cestě z Českých Budějovic do Lišova. Patrová budova má čtvercový půdorys, je krytá valbovou střechou, v jejímž středu se nacházejí zbytky vyhlídkového altánu. Hlavní průčelí, které je obrácené k jihu, bylo v minulosti klasicistně upraveno. Z období klasicismu pocházely rovněž dřevěné výplně oken a dveří. V přízemí je ústřední prostor krytý valenou klenbou s výsečemi a sítí hřebínků. Zámeček stojí ve východním výběžku rozlehlého areálu s několika hospodářskými budovami, které však nejsou předmětem památkové ochrany.

## Galerie

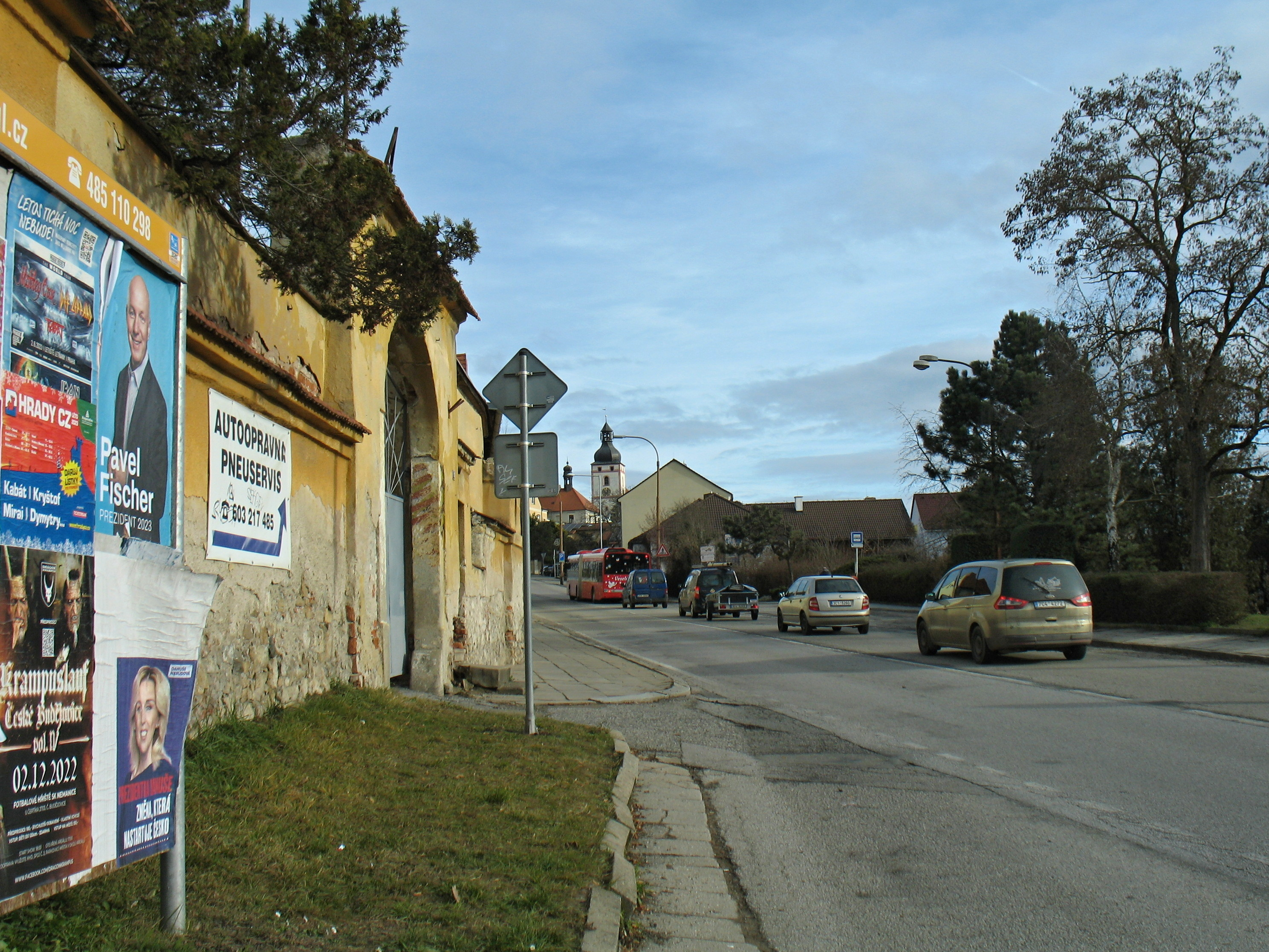
Výhled od brány zámku směrem ke kostelu svatého Víta
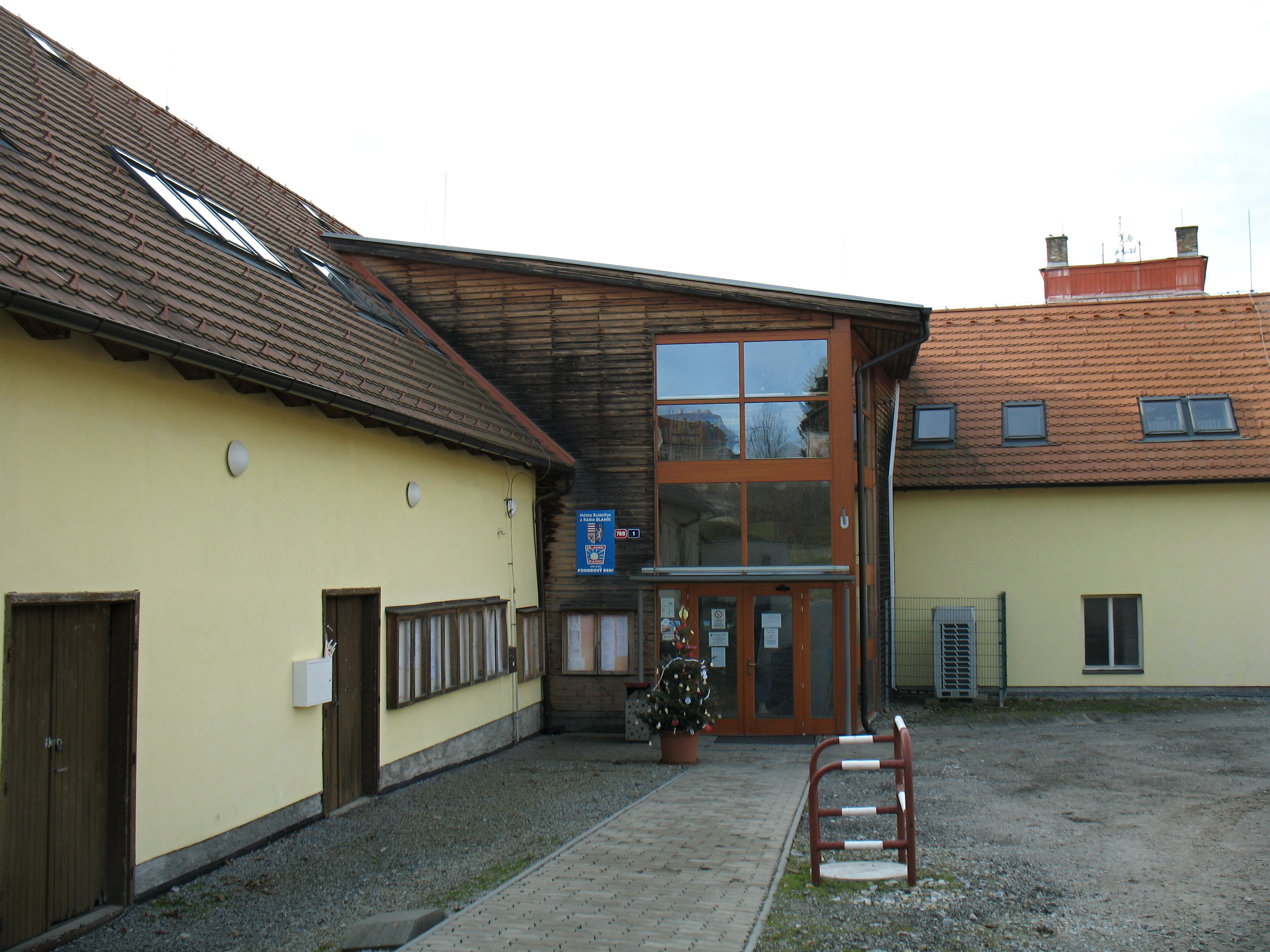
Zadní strana někdejší konírny s vchodem do městského úřadu
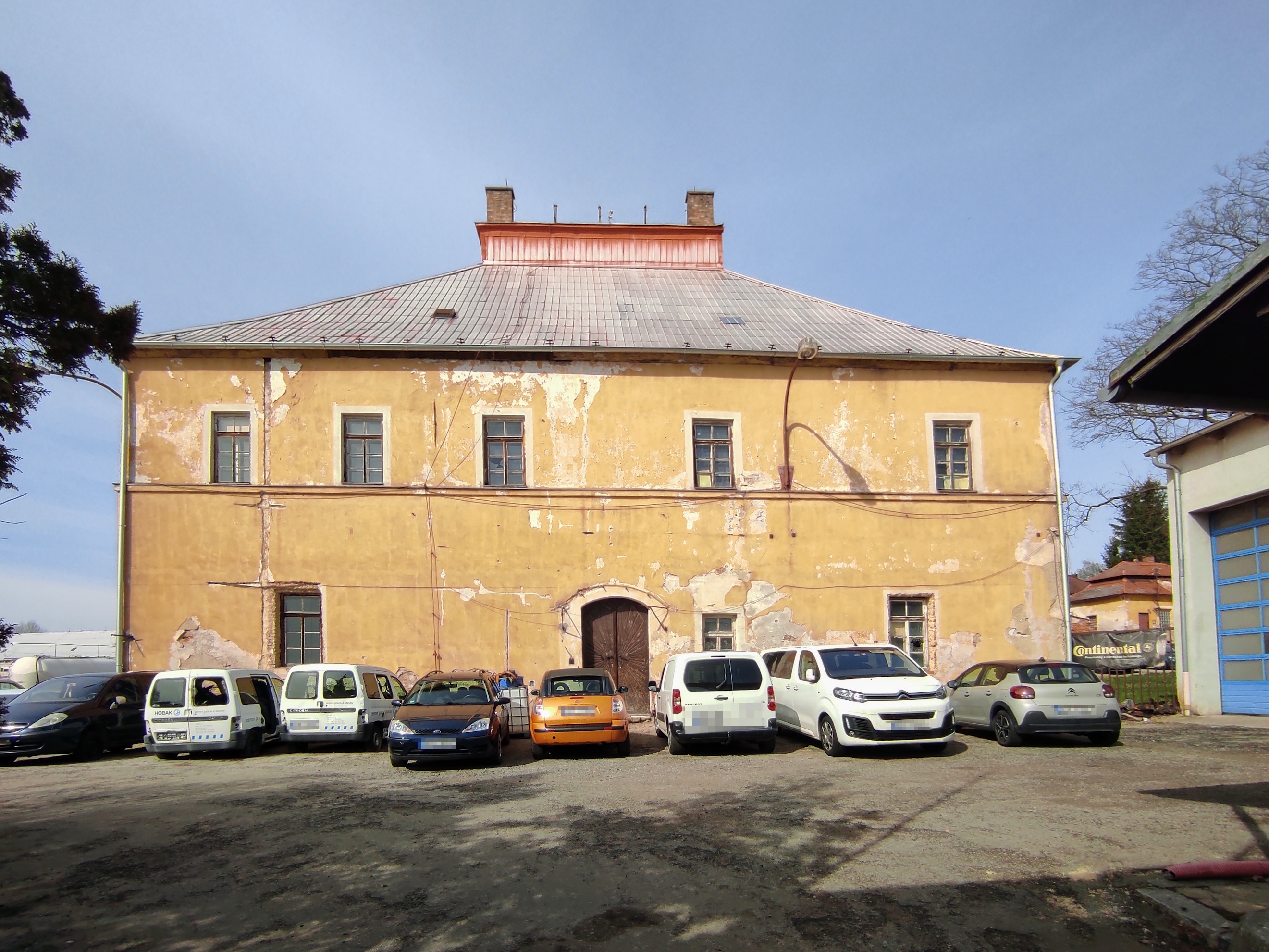
Průčelí zámku od jihu
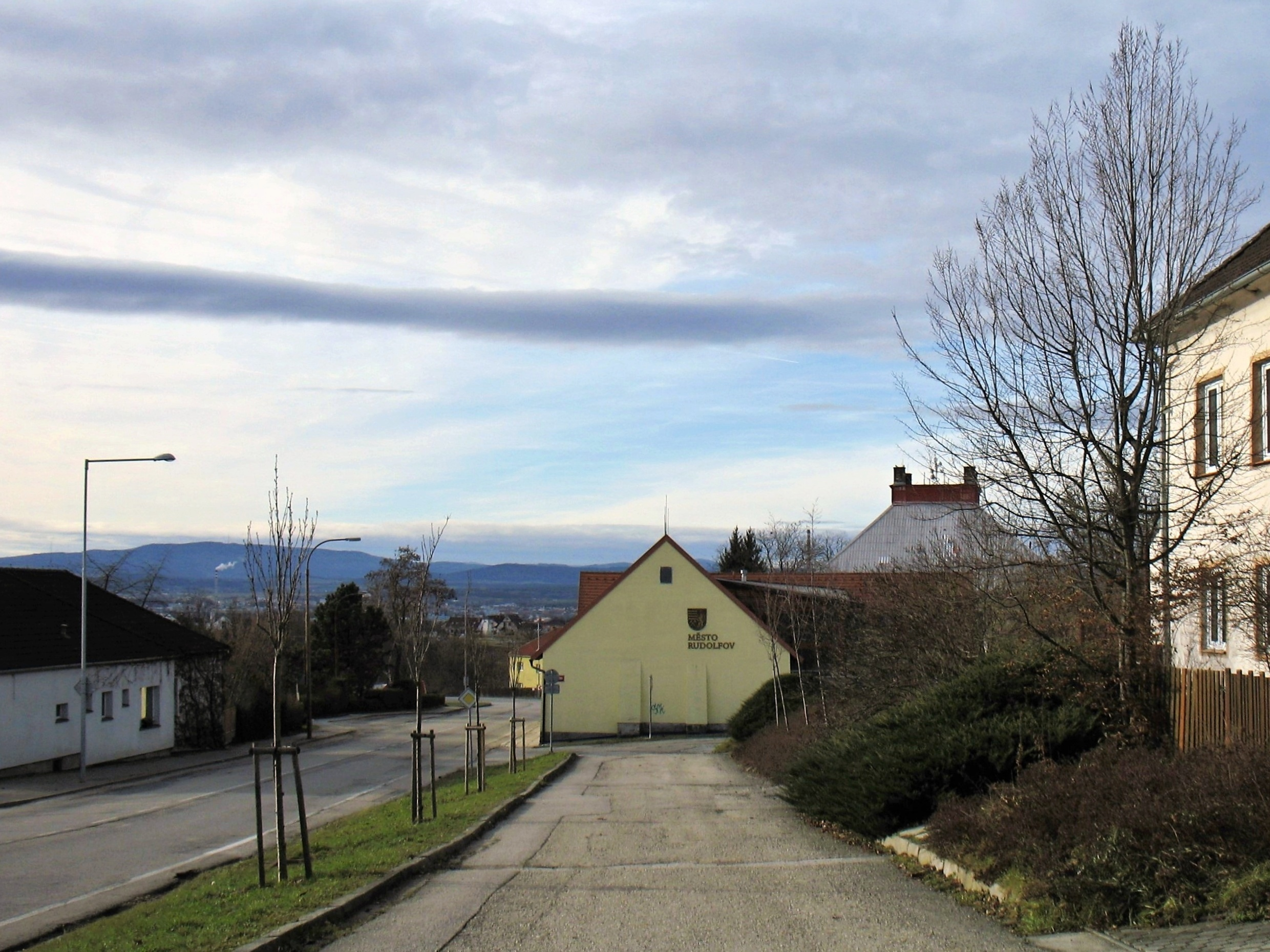
Bývalá konírna u zámku je sídlem městského úřadu, na obzoru je Kleť
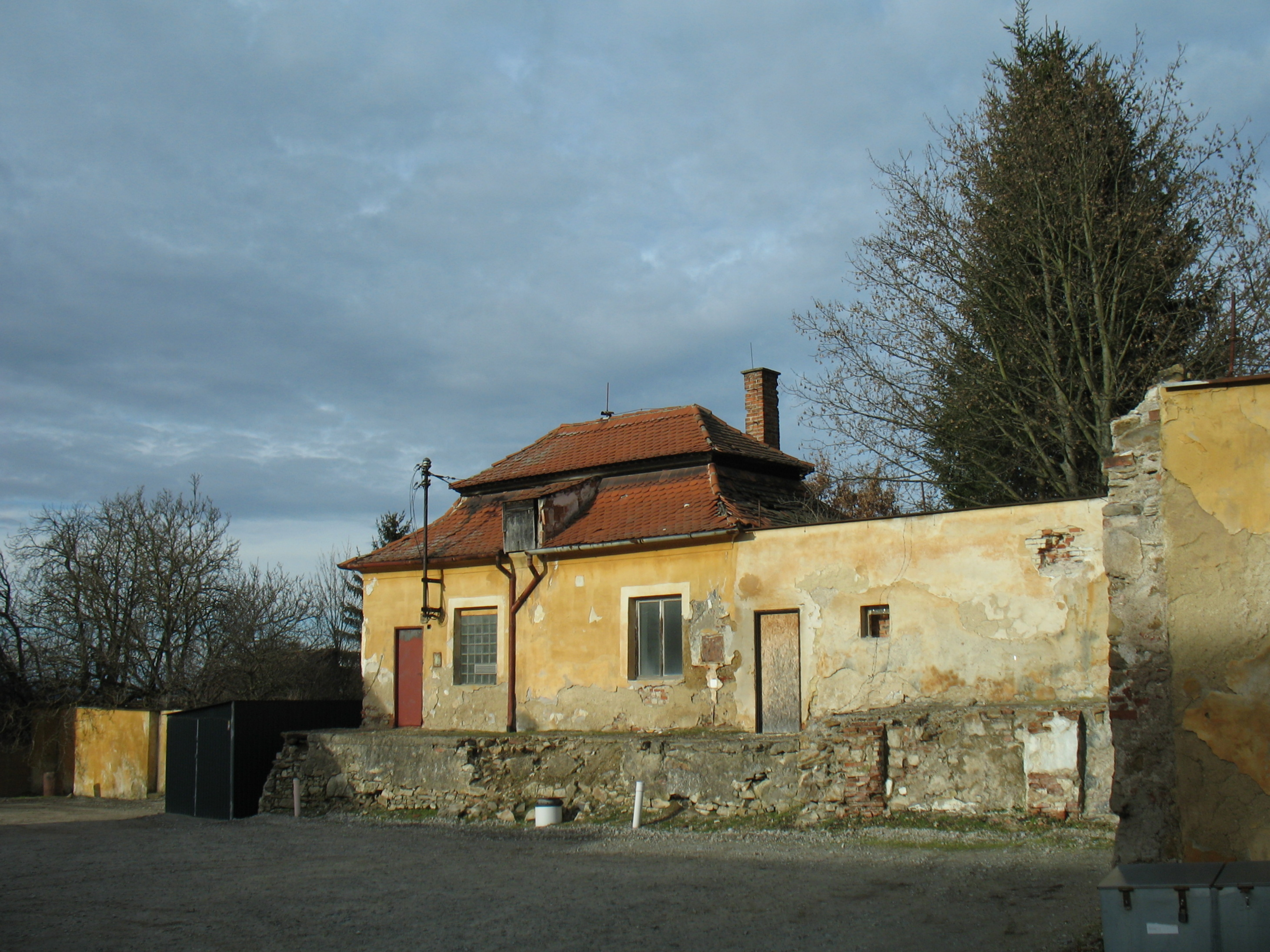
Domek u severní zdi zámeckého areálu